# Glanges
Glanges (okzitanisch „Glanjas“) ist eine französische Gemeinde mit 510 Einwohnern (Stand 1. Januar 2022). Sie gehört zur Region Nouvelle-Aquitaine, zum Département Haute-Vienne, zum Arrondissement Limoges und zum Kanton Eymoutiers. 

## Lage
Das Gemeindegebiet wird vom Fluss Petite Briance durchquert, der an der nördlichen Grenze in die Grande Briance mündet, die ab hier nur mehr Briance genannt wird. An der westlichen Gemeindegrenze verläuft das Flüsschen Blanzou.
Die Nachbargemeinden sind Saint-Genest-sur-Roselle im Nordwesten, Saint-Bonnet-Briance im Nordosten, Saint-Germain-les-Belles im Südosten und Magnac-Bourg im Süden.

## Bevölkerungsentwicklung
| Jahr      | 1962 | 1968 | 1975 | 1982 | 1990 | 1999 | 2008 | 2013 |
| --------- | ---- | ---- | ---- | ---- | ---- | ---- | ---- | ---- |
| Einwohner | 654  | 573  | 489  | 440  | 426  | 424  | 510  | 516  |

## Sehenswürdigkeiten
- Kirche Saint-Pierre-ès-Liens